# Tillobroma schineri
Tillobroma schineri là một loài ruồi trong họ Asilidae. Tillobroma schineri được Artigas miêu tả năm 1970. Loài này phân bố ở vùng Tân nhiệt đới.